# Sjednocení (povídka)
Sjednocení nebo též Usmíření (anglicky „Reunion“) je krátká vědeckofantastická povídka spisovatele Arthura C. Clarka.
Povídka je zpracována jako krátké poselství přilétávajících lidí z vesmíru, jež se mají setkat se svými dávnými příbuznými, kteří na Zemi přežili dobu ledovou.
V angličtině vyšla poprvé v antologii s názvem Infinity Two.

## Příběh
Depeše přilétavajících lidí z vesmíru zdraví obyvatele Země a konstatuje, že to byli oni, kteří planetu kolonizovali. Tehdy se tropická Země jevila jako ideální svět, ale poté nastala doba ledová a kolonie se začala rozpadat. Většina teplomilných lidí odlétla ze Země, ale někteří se přizpůsobili zimě. Barva jejich kůže vybledla a oni věřili, že je napadla záhadná nemoc. Tito kolonisté podle staronových návštěvníků upadli do barbarství a oni je chtějí spasit a vyléčit jejich podivnou genetickou chorobu – bílou barvu kůže.

## Česká vydání
Česky vyšla povídka v následujících sbírkách nebo antologiích:
- Velmistři SF 2 (Baronet, 2002)
- Směr času (Polaris, 2002)[1]